# Julia theatralis
La lex Julia theatralis va ser una antiga llei romana establerta per August que donava, als cavallers o descendents (els equites fills dels cavallers que havien figurat al cens eqüestre) el dret d'asseure's en les catorze primeres graderies del teatre amb la finalitat de mitigar el que assenyalava la llei Roscia theatralis, encara que a causa de les guerres civils, o per haver obtingut més tard el rang, no disposessin de la riquesa necessària.